# XnGine
XnGine – trójwymiarowy silnik gry stworzony w 1995 roku przez Bethesda Softworks i zarazem jeden z pierwszych silników gier komputerowych w historii oferujący obsługę grafiki w pełnym 3D. Po pojawieniu się systemu Windows 95 okazało się, że silnik ma problemy z działaniem na tym systemie, i z tego względu wydano wiele łatek naprawiających te problemy. W 1997 roku dodano wsparcie dla wysokich rozdzielczości, a rok później dla akceleratorów graficznych 3dfx.
Na tym silniku działa gra The Elder Scrolls II: Daggerfall, która jest jedną z największych pod względem wielkości świata (160 tys. km²), w której występuje kilka tysięcy miast oraz rozmieszczonych jest kilkaset tysięcy postaci. Większość ze struktur jest do siebie podobna ze względu na ograniczenia techniczne, sam świat generowany jest w czasie rzeczywistym z drobnymi poprawkami narzuconymi przez programistów.

## Gry wykorzystujące ten silnik
- Terminator: Future Shock (1995)
- Terminator: SkyNET (1996)
- The Elder Scrolls II: Daggerfall (1996)
- XCar: Experimental Racing (1997)
- The Elder Scrolls Legends: Battlespire (1997)
- The Elder Scrolls Adventures: Redguard (1998)
- NIRA: Intense Import Drag Racing (1999)

## Gry w których planowano wykorzystać silnik
- The Elder Scrolls III: Morrowind (2002)